# Libert de Saint-Trond
 (décembre 2015).
Si vous disposez d'ouvrages ou d'articles de référence ou si vous connaissez des sites web de qualité traitant du thème abordé ici, merci de compléter l'article en donnant les références utiles à sa vérifiabilité et en les liant à la section « Notes et références ».
Pour les articles homonymes, voir Saint Libert.
Saint Libert de Saint-Trond (également connu sous le nom de Libert de Malines ou Libertus, Liebrecht, Lietbert, Liébert), né à Malines et mort à Saint-Trond (tous deux dans l'actuelle Belgique) en 783, est un moine bénédictin de l’abbaye de Saint-Trond.
Né Comte Libert d'Adone le saint fut baptisé par Saint Rombaut qui se chargea également de son instruction. Il en reçoit l’habit bénédictin, sans doute comme oblat. Par la suite Libert fut reçu comme moine à l’abbaye de Saint-Trond où il perdit la vie aux mains des envahisseurs normands, en 783. Il est considéré comme martyr.
Liturgiquement il est commémoré le 14 juillet (dans le diocèse de Malines)